# Мавровско езеро
 Тази статия е за язовира в Серерна Македония.  За езерото в Гърция вижте Мавровско езеро (Гърция).  
Мавровското езеро (на македонска литературна норма: Мавровско Езеро) е язовир, разположен в северозападната част на Северна Македония. Езерото е част от националния парк Маврово.
Езерото е на надморска височина от 1200 m в Мавровката котловина между гористи и високи планини. На юг е заградено от планината Бистра, а на север от най-южните склонове на рида на Шар Враца. Орентацията му е югоизток-северозапад. Създаден е през 1957 година чрез спиране на водите на Мавровската река със земна дига и заливане на котловината. Около него са разположени селата Маврово, Никифорово, Леуново и Маврови ханове (Маврови Анови) от община Маврово и Ростуше.
Язовирната стена е земнонасипна с глинено ядро.
Новосъздаденият язовир потопява 1370 хектара земи, предимно ливади, и акумулира около 357 милиона кубични метра вода. Дълъг е 10 и широк от 5 до 3 километра. Най-голямата му дълбочина е 50 метра – в близост до дигата, която е висока 54, дълга 210 и широка 5 метра. В основата си дигата е широка 286 метра и в нея са вградени 705 000 кубични метра материал.
Днес язовирът освен от по-малките притоци се пълни и от водите на река Радика. Канализираните ѝ води се използват за производство на електрическа енергия и за напояване. През зимата изкуственото езеро винаги замръзва.
Мавровското езеро е зарибено с пъстърва и други риби, а околността му е богата с различен дивеч.
- Мавровско езеро.
- През зимата.
- Язовирът през есента.